# Асоціація Рухів Анархістів
Асоціація Рухів Анархістів (АДА) — міжорганізаційне анархічне об'єднання, що діє на території Росії і низки країн СНД.

## Історія
Асоціація утворена в червні 1990 року, після розколу першої загальноанархічної організації СРСР — Конфедерації Анархо-синдикалістів (КАС). Після того, як на 2-му з'їзді КАС було вирішено, що у складі Конфедерації можуть перебувати лише синдикалісти, ряд анархічних груп (Саратова, Казані, Санкт-Петербурга, Запоріжжя, Нижнього Новгорода, Черкас, Дніпропетровська), не погодилися з цим рішенням, виступив з ініціативою створення ширшого об'єднання, в якому могли б діяти анархісти різних напрямків, а спільні рішення приймалися б без голосування, консенсусом. Підготовча конференція цього об'єднання відбулася в травні 1990 року в Пітері, а 16-17 червня того ж року в антиядерному таборі протесту проти Балаковської АЕС пройшов I З'їзд Асоціації.

## Діяльність і склад
З моменту свого утворення і дотепер Асоціація провела 23 з'їзди, її склад неодноразово змінювався. Групи та учасники АДА в різні періоди працювали більш ніж у 40 містах Росії, України, Білорусі, Казахстану, Литви, Латвії, Нової Зеландії, Польщі, Німеччини, Фінляндії, Швеції. Понад 30 різних анархічних видань виходило за участю анархістів, що входять в Асоціацію.
Спочатку Асоціація формувалася за принципом самоприйому, передбачалося об'єднання в Асоціації всіх анархістів екс-СРСР. За рішенням VIII-го, Санкт-Петербурзького, З'їзду (1995 р.) АДА реорганізована, прийом нових учасників після цього відбувається шляхом кооптації. X-м, Тверським, З'їздом (1997 р.) прийнято рішення про приєднання АДА до Інтернаціоналу Федерацій Анархістів. XIII-й, Желєзногорський, З'їзд АДА (2000 р.) відмовився від завдання об'єднання у складі АДА інших анархічних федерацій Росії. При цьому підтверджено прагнення АДА до рівноправного співробітництва з анархічними групами, що не входять до неї.
На травень 2011 року колективними учасниками Асоціації є фракція в Анархічній Аграрній Групі, міжрегіональна Ліга Індивідуального Анархізму, Підмосковна Група Анархістів, Приамурська група РАСТА, Сахалінський Альянс Анархістів, Чебоксарська Група Анархістів, Ярославська Група Анархістів. Як індивідуальні діють окремі анархісти Алмати, Брянщины, Вестерноррланда, Железногорска, Москви і Підмосков'я, Омська, Пітера і Ленобласти, Пермі, Петрозаводська, Риги, Ставрополя, Томська, Тули, Нижнього Новгорода, Риги, Кузбасу і Ярославля..

## Основні кампанії та акції
- Табір протесту проти Балаковської АЕС (червень-липень 1990 р.);
- Російський Інформцентр в Литві проти військово-поліцейської влади СРСР в Балтії (січень-лютий 1991 р.);
- Табір протесту проти Горьківської Атомної Станції (травень 1991 р.);
- Правозахисна кампанія за звільнення московських анархістів Родіонова і Кузнєцова (1991–1992 рр.),
- Табір протесту проти коксохімічного комбінату в Запоріжжі (1991 р.);
- Табір протесту проти Сосновоборської АЕС (1992 р.);
- Підтримка анархо-екологічних акцій, організованих радикальним рухом «Хранителі Райдуги» в 1992–2003 рр. в Липецьку, Жигулівському, Одесі, на Тамані, у Волгодонську та в Азові;
- Участь у соціально-екологічній кампанії проти комбінату «Сєвєрсталь» в Череповці (1993–1995 рр.);
- Студентські виступи навесні 1994–1995 р. в Москві;
- Антивиборчі кампанії під час президентських, парламентських і місцевих виборів у Росії й Україні;
- Кампанії проти колоніальної політики і агресії РФ на Кавказі (у 1994–1996 рр. І з 1999 р. дотепер);
- Кампанії на захист соціальних інтересів населення (зокрема, проти підвищення квартплати навесні 1997 р.);
- Табір протесту проти Кольської АЕС (1998);
- Підтримка шахтарських пікетів у Москві влітку 1998 р.;
- Створення альтернативних анархічних поселень (у Тверській області, під Санкт-Петербургом, в Поволжі і т. д.);
- Правозахисна кампанія за звільнення анархісток М. Рандіной і Л. Щипцова, заарештованих по «краснодарській справі» (1999 р.);
- Кампанія на захист заарештованих, обвинувачених у приналежності до організації "Нова Революційна Альтернатива (2000–2003 рр.);
- Антивоєнна кампанія проти інтервенції в Іраку (2003 р.);
- Кампанія «Заплатити за все!» в рамках загальноросійської кампанії проти «монетизації пільг» (2004–2005 рр.);
- Участь у кампанії протесту проти проведення саміту G-8 в Санкт-Петербурзі (літо 2006 року);
- Правозахисна кампанія за звільнення пітерських анархістів Д. Зеленюка і А. Каленова (серпень-вересень 2007 р.);
- Акції солідарності та підтримка учасників протестів проти саміту G-8 в Саппоро (літо 2008 р.);
- Кампанія проти державної «концепції духовно-морального розвитку» та комендантської години для неповнолітніх (2008–2009 рр.);
- Участь у кампанії за звільнення новосибірського художника-анархіста А. Лоскутова (травень 2009 р.);
- Участь у антифашистських акціях, проекти та ініціативи — протягом усього періоду діяльності.

## Міжнародні зв'язки
В 1997 р. X-й, Тверській, з'їзд АДА направив VI конгресу Інтернаціоналу Федерацій Анархістів (IAF-IFA) офіційний лист з пропозицією «розглянути питання про можливість з'єднання» організацій. У 2004 р. на VII конгресі в Безансон е (Франція) Асоціація увійшла до складу ІФА. У 2007 р. на Секретаріаті в Софії участь АДА в інтернаціоналі було припинено. VIII конгрес ІФА в Каррара (Італія) підтвердив вихід Асоціації з інтернаціоналу. XXI-й, Санкт-Петербурзький, з'їзд Асоціації Рухів Анархістів визнав це рішення таким, що суперечить асоціативному договором ІФА і відмовився визнавати Асоціацію вибувшою.
У 2009 р. утворена на XXIII-му, Сергієво-Посадському, з'їзді групою учасників АДА Ліга Індивідуального анархізму заявила про своє приєднання до Альянсу лібертарних Лівих (ALL).

## Відомі учасники

### Колишні
- Вадим Дамьє
- Анатолій Дубовик
- Дмитро Костенко
- Михайло Магід
- Владлен Тупікін

### Діючі
- Петро Рауш
- Ілля Романов